# José Juan Sánchez Barrera
José Juan Sánchez Barrera (Torredonjimeno, Jaén, 23 de agosto de 1954) es un filósofo, profesor y político español.
Perteneciente al Partido Popular, fue diputado entre 2012 y 2015 por Jaén.

## Biografía
Nació en Torredonjimeno en 1954. Desde niño tuvo clara su vocación de servicio a sus convecinos y siempre supo que serviría a los ciudadanos desde el mundo político. En 1972 entra en la UJA, donde se licenciaría en Filosofía y letras. Una vez licenciado se afilió al PP y ejerció de su magisterio en un instituto de Linares con su acta de concejal obtenida en 1991 la cual repitió en 1995, 1999, 2003 y por última vez en 2007.
En 2011 tras presentarse las listas al Congreso por Jaén se desveló que iría en el puesto cuatro, con unos viejos conocidos suyos de la dirección provincial del partido: Gabino Puche y Miguel Sánchez. Aunque el PP solo obtuvo tres diputados, la renuncia de Elvira Rodríguez le abrió las puertas del congreso.